# Michael Kohlhaas (film, 1969)
Pour les articles homonymes, voir Michael Kohlhaas (homonymie).
Pour plus de détails, voir Fiche technique et Distribution.
Michael Kohlhaas (titre original : Michael Kohlhaas - Der Rebell) est un film allemand réalisé par Volker Schlöndorff, sorti en 1969 et adapté du roman Michael Kohlhaas (1810) de Heinrich von Kleist.

## Synopsis
Le marchand de chevaux Michael Kohlhaas se rend au marché de Wittenberg avec son troupeau lorsqu'on lui a demande, en dépit de l'usage de libre circulation, un laissez-passer sur le territoire du Junker Wenzel von Tronka. Kohlhaas doit laisser derrière lui deux chevaux en guise de garantie. A Wittenberg, il apprend que ce laisser-passer n'a pas cours. Quand il retourne au château de Tronka, il trouve ses chevaux en piteux état, usés par les travaux dans les champs et morts de faim. Indigné, Kohlhaas refuse de les reprendre. Il sollicite le tribunal, en vain. Peu de temps après, sa femme meurt dans un accident.
Désespéré, Kohlhaas lance un ultimatum au Junker. Une fois le délai dépassé, il prend d'assaut de nuit son château avec ses serviteurs et le brûle. Le Junker s'étant échappé dans la ville voisine, Kohlhaas le poursuit avec une foule toujours croissante de paysans rebelles, de soldats licenciés et de voleurs qui ne se soucient que du butin. Lorsque les autorités de Wittenberg refusent d'extrader le Junker, Kohlhaas envahit la ville avec ses partisans et la pille. Cette agitation croissante étant problématique pour l'électeur, il est demandé à Martin Luther de garantir l'impunité à Kohlhaas et une reprise de son procès contre le Junker s'il dissout son armée et se rend. Kohlhaas accepte l'offre et se rend à Dresde. Là, son destin s'accomplit.

## Fiche technique
- Titre original : Michael Kohlhaas - Der Rebell
- Titre français : Michael Kohlhaas
- Réalisation : Volker Schlöndorff
- Scénario : Volker Schlöndorff, Edward Bond et Clement Biddle Wood d'après le roman de Heinrich von Kleist
- Photographie : Willy Kurant
- Musique : Peter Sandloff, Stanley Myers
- Production : Jerry Bick, Jerry Gershwin, Rob Houwer et Elliott Kastner
- Pays d'origine : Allemagne de l'Ouest
- Format : Couleurs - Mono
- Genre : drame
- Date de sortie : 1969

## Distribution
- David Warner : Michael Kohlhaas
- Anna Karina : Elisabeth Kohlhaas
- Thomas Holtzmann : Martin Luther
- Michael Gothard : John
- Kurt Meisel : Kanzler
- Anton Diffring : Kurfürst
- Gregor von Rezzori : Kunz
- Peter Weiss : Richter
- Anita Pallenberg : Katrina
- Keith Richards : soldat (non crédité)